# Powiat Kabato
Powiat Kabato (jap. 樺戸郡 Kabato-gun) – powiat w Japonii, w prefekturze Hokkaido, w podprefekturze Sorachi. W 2024 roku liczył 11 210 mieszkańców.

## Miejscowości
- Shintotsukawa
- Tsukigata
- Urausu